# Worcester (Massachusetts)
Worcester [ˈwʊstər] ist eine Stadt mit 206.518 Einwohnern (Stand: Volkszählung 2020) im US-Bundesstaat Massachusetts. Sie ist sowohl die zweitgrößte Stadt in Neuengland als auch die zweitgrößte in Massachusetts. Worcester ist Verwaltungssitz (County Seat) des Worcester County.

## Einwohnerentwicklung
| Jahr | Einwohner¹ |
| ---- | ---------- |
| 1980 | 161.799    |
| 1990 | 169.759    |
| 2000 | 172.529    |
| 2010 | 181.041    |
| 2020 | 206.518    |

¹ 1980–2020: Volkszählungsergebnisse

## Geschichte
Vor der Besiedlung durch Europäer lebten auf dem Gebiet der Stadt die Nipmuck-Indianer. Worcester wurde 1673 besiedelt und 1684 offiziell gegründet. Benannt wurde die Siedlung nach der Stadt Worcester in England. Im 19. Jahrhundert wuchs die Stadt schnell und veränderte ihre Wirtschaftsstruktur: Der Agrarbereich ging zugunsten des Industriesektors zurück. Viele irischstämmige Immigranten siedelten sich in Worcester an, die vor allem beim Bau des Blackstone-Kanals und der Eisenbahn beschäftigt wurden. 1950 erreichte Worcester mit 200.000 Einwohnern einen Bevölkerungshöchststand. 1953 verloren 94 Menschen durch einen schweren Tornado ihr Leben. Auch ein großer Teil der Stadt wurde zerstört.

## Ansässige Unternehmen
Zu den großen Arbeitgebern der Stadt gehören mehrere Krankenhausbetreiber, die Stadtverwaltung, sowie der hier ansässige Campus der University of Massachusetts. Aus der freien Wirtschaft besitzen weiterhin die Hanover Insurance und Saint-Gobain größere Niederlassungen. Der große Schmiedebetrieb Wyman-Gordon wurde 1883 in Worcester gegründet, beschäftigt heute aber nur noch rund 145 Mitarbeiter an diesem Standort.

## Bildungseinrichtungen
Worcester ist der Sitz der American Antiquarian Society sowie des Worcester Polytechnic Institute (WPI), des College of the Holy Cross, des Worcester State College, der Clark University und der University of Massachusetts Medical School. Auch liegt die renommierte Worcester Academy in der Stadt.

## Verkehr
Der ÖPNV in Worcester ist seit Frühjahr 2020 kostenlos nutzbar. Dies gilt noch mindestens bis Juni 2025.
Westlich der Stadt liegt der Worcester Regional Airport.

## Kultur und Sehenswürdigkeiten

### Bauwerke
Das 1975 errichtete Hochhaus Worcester Plaza ist gemeinsam mit dem Sky Mark Tower das höchste Gebäude der Stadt.

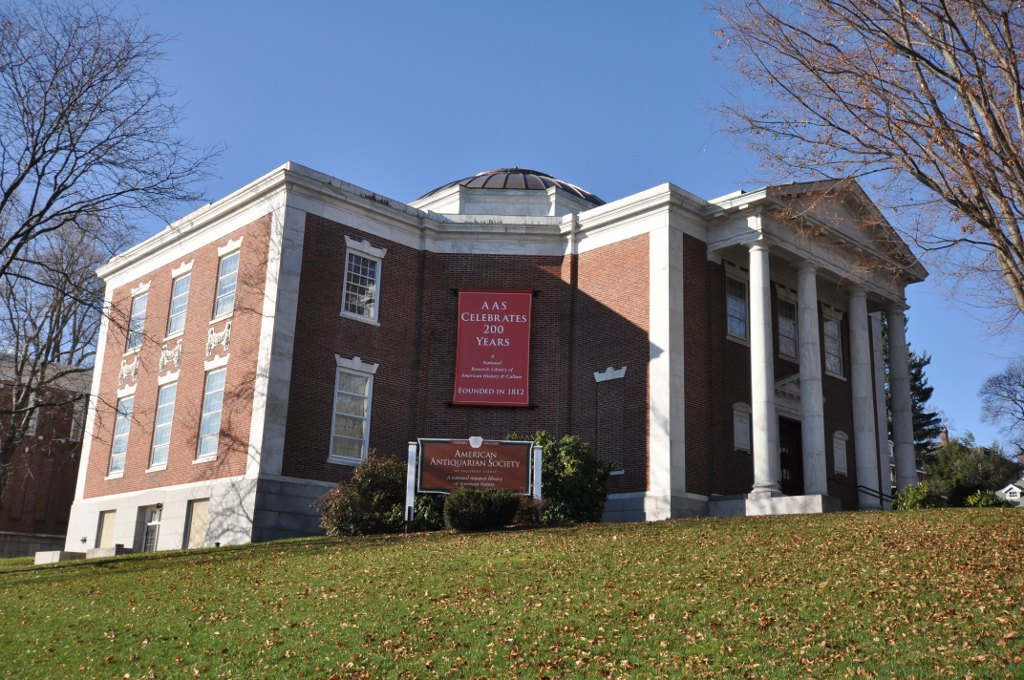
Das Bibliotheksgebäude der American Antiquarian Society hat seit Oktober 1968 den Status eines National Historic Landmarks.

282 Bauwerke, Stätten und Bezirke in der Stadt sind insgesamt im National Register of Historic Places (NRHP) eingetragen (Stand 22. Oktober 2020), wobei das Bibliotheksgebäude der American Antiquarian Society und die Liberty Farm den Status von National Historic Landmarks haben.

### Sport
Im Eishockey waren von 1994 bis 2005 die Worcester IceCats in der Stadt beheimatet. Mit den Worcester Sharks war von 2006 bis 2015 ein Franchise der American Hockey League (AHL) in der Stadt angesiedelt, das zur Saison 2015/16 als San Jose Barracuda näher zum namensgebenden Kooperationspartner aus der National Hockey League (NHL), den San Jose Sharks, verlegt wurde. Seit der Saison 2017/18 ist mit den Worcester Railers ein Franchise in der East Coast Hockey League (ECHL) installiert, welches als Farmteam der New York Islanders (NHL) und der Bridgeport Sound Tigers bzw. inzwischen Bridgeport Islanders aus der AHL fungiert.

## Partnerstädte
- Worcester, Vereinigtes Königreich
- Piräus, Griechenland
- Afula, Israel

## Persönlichkeiten

### Persönlichkeiten mit Bezug zur Stadt
- Alexander H. Bullock (1816–1882), Politiker; Bürgermeister von Worcester
- William W. Rice (1826–1896), Politiker; Bürgermeister von Worcester
- Pehr G. Holmes (1881–1952), Politiker; Bürgermeister von Worcester (1917–1919)
- Esther Forbes (1891–1967), Schriftstellerin
- Bernard Joseph Flanagan (1908–1998), römisch-katholischer Bischof von Worcester
- Timothy Joseph Harrington (1918–1997), römisch-katholischer Bischof von Worcester
- Daniel Patrick Reilly (1928–2024), römisch-katholischer Bischof von Worcester
- Robert Joseph McManus (* 1951), römisch-katholischer Bischof von Worcester

### Musikbands
- The J. Geils Band (gegründet 1967), Bluesrock-/Rhythm-and-Blues-Gruppe
- Four Year Strong (gegründet 2001), Pop-Punk-Band